# Alfred-Krupp-Denkmal (Krupp-Gussstahlfabrik)

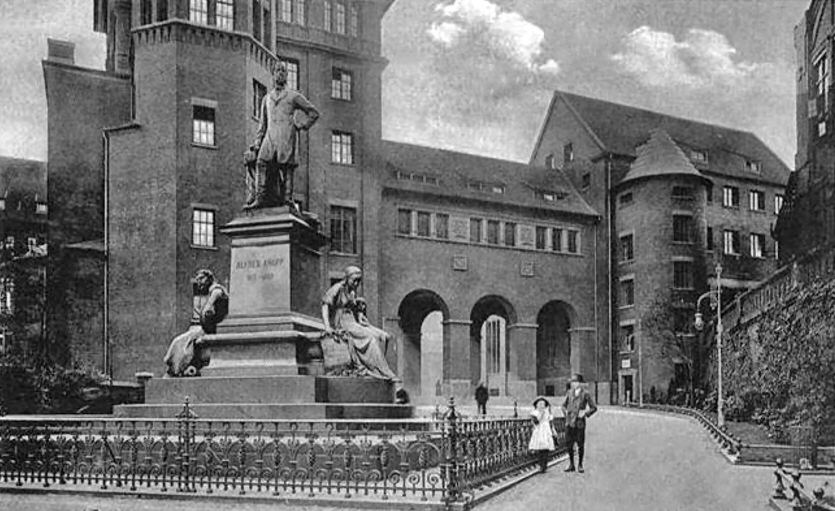
Um 1910: das Alfred-Krupp-Denkmal vor dem Gebäude der 1874 errichteten Kruppschen Konsumanstalt, rechts die 8. Mechanischen Werkstatt

Das Alfred-Krupp-Denkmal befand sich zwischen 1892 und 1945 am Eingang zur Krupp-Gussstahlfabrik im heutigen Westviertel der Stadt Essen und erinnerte  an den Großindustriellen Alfred Krupp, der die von seinem Vater Friedrich Krupp gegründete Krupp-Gussstahlfabrik zum damals größten Industrieunternehmen Europas, der Friedrich Krupp AG, ausbaute, das 1999 in der heutigen ThyssenKrupp AG aufgegangen ist.
Die Alfred-Krupp-Statue wurde 1945 durch Fliegerbomben der Alliierten von ihrem Sockel gestürzt. Dieses Original wurde 1962 im Hügelpark aufgestellt und hier 1999 durch einen Nachguss ersetzt. Das Original befindet sich heute im Besitz des Ruhr Museums.

## Geschichte

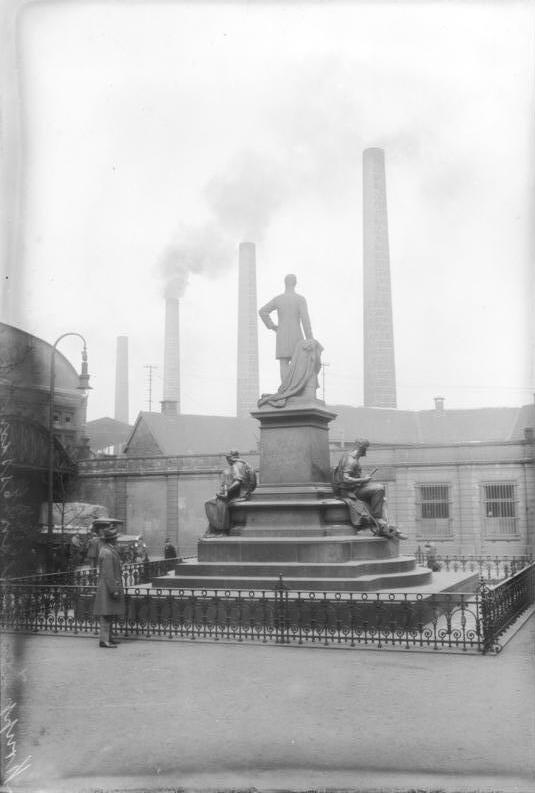
Rückansicht im November 1928

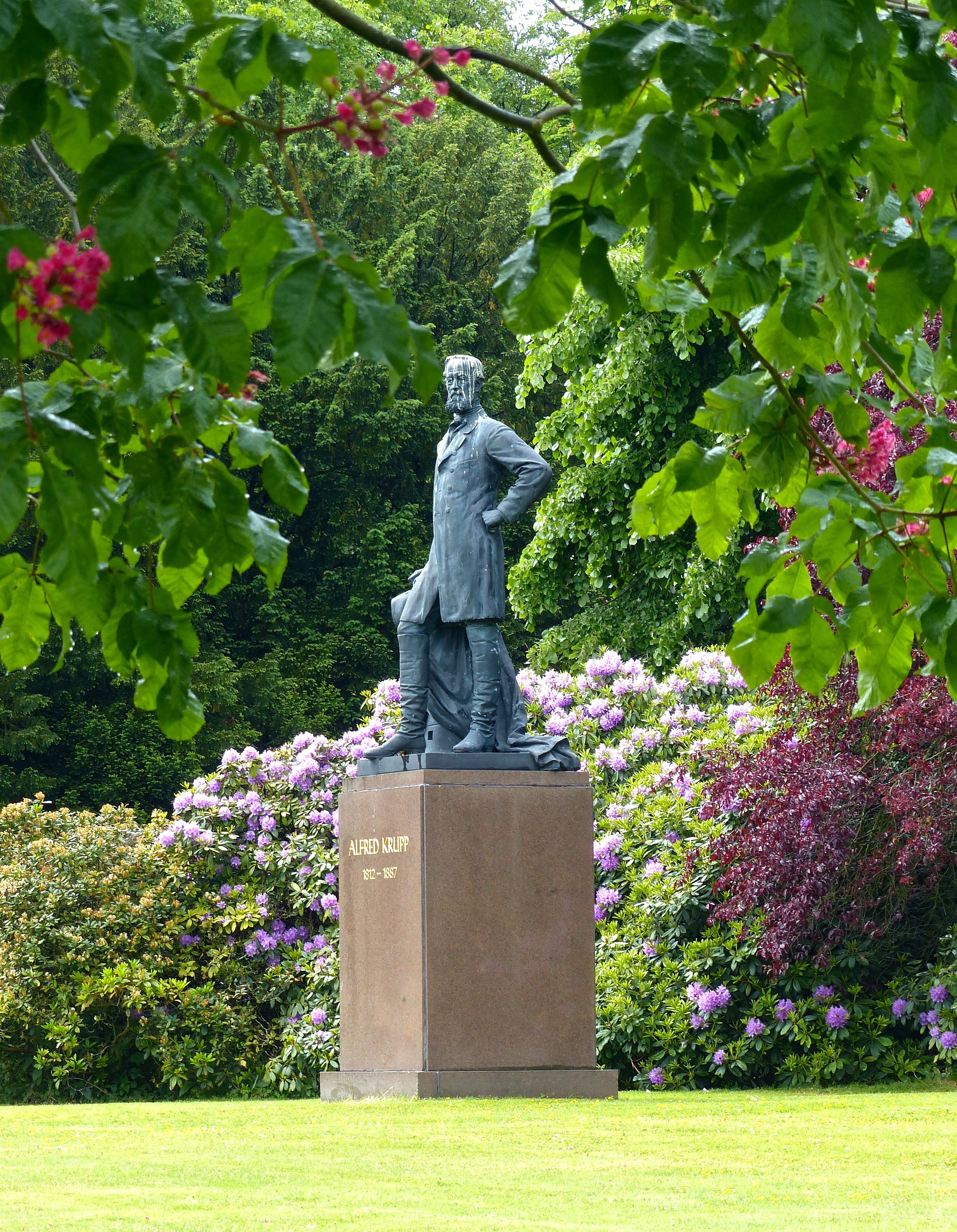
Abguss im Hügelpark

### Enthüllung
Am Sonntag den 28. August 1892 wurde das Denkmal feierlich am Eingang zur Gussstahlfabrik enthüllt. Der Platz wurde mit gärtnerischen Anlagen verschönert und der Umkreis, wie auch die Ostfeldstraße, mit Flaggen und Kränzen geschmückt. Ab 7 Uhr morgens spielten die Kapellen des 57. Infanterieregiments, des 7. Pionier-Bataillons sowie die Schütte´sche Kapelle das Stück Lobe den Herren, den mächtigen König der Ehren. Darauf folgte der 280 Mann starke Chor, der von einer dafür errichteten Tribüne das Lied Die Himmel rühmen des Ewigen Ehr sang. Danach übergab der Künstler Josef Wilhelm Menges das Denkmal an den Vorsitzenden des Denkmal-Baukomitees Herrn Dicke, der die Festrede hielt. Im Anschluss ließen die Enkelkinder Alfred Krupps, Bertha und Barbara Krupp, die Hülle des Denkmals fallen. Mehrere Kränze wurden niedergelegt und ein Chor sang ein eigens gedichtetes Lied. Sodann sprach der Arbeitervertreter Röder und folgend der Sohn des 1887 verstorbenen Alfred Krupp, Friedrich Alfred Krupp. Zum Abschluss spielten die Kapellen Nun danket alle Gott, während dessen Krupp´sche Arbeiter und Beamte am Denkmal vorbei marschierten. Am gleichen Tag fand zwischen 11 und 13 Uhr eine Nachfeier im Kasino des Essener Hofs statt sowie ab 14 Uhr ein Konzert der Kapellen im Stadtgarten. Gegen 18 Uhr folgte ein Zug von Arbeitern, vom Betriebsführer aufwärts, und Beamten zu einem Diner in der Villa Hügel.

### Das Denkmal
Das etwa acht Meter hohe Denkmal (inklusiv Sockel) ist nach dem Alfred-Krupp-Denkmal an der Marktkirche das zweite, das Alfred Krupp in ähnlicher Weise darstellt. Es stand vor der 8. Mechanischen Werkstatt, etwa dort, wo sich heute der äußere Treppenaufgang der zum Colosseum Theater umgebauten Halle befindet. Hier, an der Limbecker Chaussee (heute Altendorfer Straße), zwischen der 8. Mechanischen Werkstatt und dem Press- und Hammerwerk Ost, war der repräsentativ gestaltete Haupteingangsbereich zur Gussstahlfabrik, der sogenannten Krupp-Stadt, die damals eine deutlich größere Fläche einnahm, als die östlich angrenzende eigentliche Stadt Essen aufwies. Dieses Areal bildet grob das heutige Westviertel der Stadt Essen.
Das Alfred-Krupp-Denkmal wurde von der Belegschaft seines Unternehmens gestiftet und von den Münchner Bildhauern Alois Mayer und Josef Wilhelm Menges geschaffen. Alfred Krupp ist in seinem für den Alltag bevorzugten Reitanzug dargestellt, da er in Essen vor allem hoch zu Pferd, den damaligen Feldweg zwischen seinem Wohnsitz Villa Hügel und der Gussstahlfabrik entlang reitend bekannt war. Das Denkmal zeigt seine linke Hand in die Hüfte gestellt, die rechte mit Hut auf eine von einem Mantel überzogene Gießform stützend.

Die Bronze-Statue stand auf einem Postament aus Odenwalder Granit, auf dem Krupps Leitgedanke als Inschrift wiedergegeben war, den er 1873 anlässlich des 25-jährigen Jubiläums seiner Übernahme der Leitung der Gussstahlfabrik von seiner Mutter Therese Krupp ersann: 

„Der Zweck der Arbeit soll das Gemeinwohl sein, dann bringt Arbeit Segen, dann ist Arbeit Gebet.“

Rechts des Sockels befand sich die Figur einer Arbeiterwitwe, die mit ihrem Kind auf die soziale und menschliche Seite (Humanitas) des Unternehmens hinweisen sollte. Diese Frau hielt in ihrer rechten Hand einen Lorbeerzweig und eine Pergamentrolle, auf deren abgerolltem Blatt Goethes Worte standen: 

„Edel sei der Mensch, hilfreich und gut!“

Links des Steinsockels saß die Bronzefigur eines Schmieds mit Eisenbahnrad und Kanonenrohr, der damit die Arbeit symbolisierte und die erfolgreichsten Produkte vorzeigte. Das gesamte Denkmal war von einer Einfriedung umgeben.
Als Dank für das in Gedenken an seinen Vater errichtete Denkmal ließ Friedrich Alfred Krupp die Siedlung Altenhof für kruppsche Alte und Invaliden errichten. Zudem gab er Gedenkmünzen aus.